# Cratere Rikyū
Rikyū  è un cratere sulla superficie di Mercurio.